# Aeolothrips duvali
Aeolothrips duvali är en insektsart som beskrevs av Dudley Moulton 1927. Aeolothrips duvali ingår i släktet Aeolothrips och familjen rovtripsar. Inga underarter finns listade i Catalogue of Life.